# Newport (Delaware)
Newport je gradić u američkoj saveznoj državi Delaver. Prema popisu stanovništva iz 2010. u njemu je živjelo 1.055 stanovnika.